# Harold Stevens
Harold Raphael Gaetano Stevens (Napoli, 4 maggio 1883 – Bournemouth, 1º gennaio 1961) è stato un conduttore radiofonico e militare britannico noto come Il Colonnello Buonasera.

## Biografia

### Carriera militare
Stevens nacque a Napoli da padre britannico di religione cattolica e da madre italiana proveniente dalla nobiltà partenopea. Una delle sue sorelle fu madre di Franzo Grande Stevens. Tornata tutta la famiglia in Gran Bretagna, Harold studiò al college cattolico Beaumont di Old Windsor, alle porte di Londra, e poi all'Accademia militare di Woolwich.
Durante la Grande Guerra svolse l'incarico di addetto allo staff militare durante la Campagna di Gallipoli, nel mar Nero e in Turchia. Venne decorato con il Distinguished Service Order nel 1917, poi con la Croix de Guerre. Ricevette anche le onorificenze greche dell'Ordine del Salvatore e dell'Ordine di Giorgio I.
Nel 1931 ricevette l'incarico di addetto militare presso l'ambasciata del Regno Unito in Italia a Roma. Nel 1935 tornò a Londra dopo esser stato nominato comandante della 56ma Divisione di Artiglieria. Nel 1936 si ritirò dall'esercito con il grado di Colonnello e venne nominato all'Home Office nell'Air Raid Precautions, l'organizzazione per l'assistenza ai cittadini per difenderli dai bombardamenti a tappeto.

### Carriera radiofonica
Nel giugno 1940 entrò a far parte del BBC European Service. Fu conduttore del programma in italiano Radio Londra dal 1940 al 1945. Parlava un italiano dall’accento britannico, misto a una rassicurante inflessione napoletana e divenne famoso come «Il Colonnello Buonasera» per il "Buonasera" che pronunciava all'inizio di ogni sua trasmissione. Le trasmissioni divennero un contributo fondamentale allo sforzo bellico per contrastare la propaganda del regime fascista e consegnare messaggi alla resistenza italiana. Molti italiani si sono sintonizzati sulle sue trasmissioni di 5 minuti, cinque sere a settimana alle 22:00, iniziate con le note di apertura della quinta sinfonia di Beethoven. Il numero cinque scritto in latino poteva essere interpretato come la "V" di Vittoria di Winston Churchill. Quando le truppe britanniche sbarcarono in Sicilia nel 1943, rimasero perplesse nel trovare col gesso sui muri delle case la scritta "Viva Stivens". Le parole non significavano nulla per loro, ma per gli italiani era il nome britannico più noto dopo Churchill. Da quell'anno in poi il programma di Stevens arrivò a coprire quattro ore di programmazione, grazie al ministro inglese della Guerra Leslie Hore-Belisha ed allo stesso Churchill. Divennero leggendari i messaggi in codice diretti alle truppe britanniche che i nazi-fascisti tentarono invano di interpretare.
Harold Stevens morì il 1º gennaio 1961 a Bournemouth, in Inghilterra. In suo onore venne celebrata una Messa da requiem, che si tenne nella Cattedrale di Westminster.

## Vita privata
Harold Stevens si sposò per la prima volta nel 1905 con Bertha Gordon, figlia di Charles Gordon, dal quale ebbe tre figli: il colonnello John Auverny Stevens OBE, il tenente colonnello Charles Phillips Stevens MBE (che in seguito divenne Direttore della National Spastics Society) e il maggiore Geoffrey Gordon Stevens, e una figlia, suor Helen Mary Stevens della Società Religiosa del Sacro Cuore. Bertha morì nel 1943. Rimasto vedovo, quattro anni dopo Stevens si sposò con Helen Elisabeth Fraser Gordon.
Harold Stevens era un fervente cattolico e iniziava ogni giornata con la partecipazione alla Messa. Mantenne stretti legami con Roma ed i pontefici Pio XII e Giovanni XXIII, fino ad essere nominato terziario francescano di Santa Croce.
Era lo zio di Franzo Grande Stevens, celeberrimo avvocato italiano.